# Zwarte buidelspreeuw
De zwarte buidelspreeuw (Cacicus solitarius) is een zangvogel uit de familie Icteridae (troepialen).

## Verspreiding en leefgebied
Deze soort komt voor van noordelijk Venezuela tot centraal Argentinië en amazonisch Brazilië.